# Labidus truncatidens
Labidus truncatidens is een mierensoort uit de onderfamilie van de Ecitoninae. De wetenschappelijke naam van de soort is voor het eerst geldig gepubliceerd in 1920 door Carlo Emery.